# Крупский, Иван Лазаревич
Ива́н Ла́заревич Кру́пский (25 октября 1926 — 13 декабря 1987) — Герой Социалистического Труда (1957).

## Биография
В 1938–1943 гг. работал  в сельхозартели «Первомайская» Горецкого района. С 1944 по 1947 год служил в  Советской Армии. Отличился в боях за город Гольдап (ныне Польша) и 21 октября 1944 года был ранен. Был награждён медалью «За отвагу».
В 1948–1954 гг. — тракторист-комбайнер Горской МТС Горецкого района. В 1955 году приехал в Казахстан на освоение целины и стал работать трактористом в целинном совхозе «Борковский». В первый же год на тракторе ДТ-54 вспахал 915 гектаров целины. Весной 1956 года выполнил задание на 156 процентов. Когда созрел урожай, он начал работать комбайнёром и сцепом двух комбайнов  намолотил 18 тысяч центнеров зерна. Осенью 1956 года снова, сев за руль трактора, стал поднимать зябь. И здесь систематически перевыполнял сменные задания. Эти показатели были лучшими на казахстанской целине. 
Одним из первых целинников Казахстана, кому   11 января 1957 года было присвоено звание Героя Социалистического Труда. В последующие годы продолжал работать в совхозе «Борковский». Его имя неоднократно заносилось на Доску почета совхоза. Избирался членом Кустанайского обкома компартии Казахстана. Умер в 1987 году.

## Награды
- Медаль Серп и Молот
- Орден Ленина
- Медаль «За отвагу»
- Медаль «За освоение целинных земель»